# Naja Lyberth
Naja Lyberth (* 23. Februar 1962 in Maniitsoq, Grönland) ist eine grönländische Psychologin und Aktivistin. Sie wurde durch ihre Rolle in der Aufarbeitung des sogenannten Spiralen-Skandals bekannt, bei dem in den 1960er- und 1970er-Jahren zahlreiche grönländische Mädchen und Frauen ohne deren informierte Einwilligung Spiralen eingesetzt wurden, um die Geburtenrate zu senken. 2022 wurde sie in die BBC-Liste 100 Women aufgenommen.

## Leben und Wirken
Als Naja Lyberth etwa 13 Jahre alt war, wurde ihr – ohne umfassende Aufklärung oder Zustimmung – eine Spirale eingesetzt. Erst Jahre später erfuhr sie, dass viele andere Mädchen und Frauen dasselbe erlebt hatten.
Als ausgebildete Psychologin arbeitet Lyberth in Nuuk mit Überlebenden sexueller Gewalt und engagiert sich für psychosoziale Unterstützung in grönländischen Gemeinschaften.
Im Jahr 2017 veröffentlichte Lyberth ihre persönliche Geschichte auf Facebook, was eine Welle von Berichten anderer betroffener Frauen auslöste im Zusammenhang mit der Zwangsverhütung für Grönländerinnen. Ihre Offenheit löste auch öffentliche Diskussionen über koloniale Machtverhältnisse zwischen Dänemark und Grönland aus.
Lyberth gilt als eine der zentralen Stimmen in der Forderung nach einer offiziellen Untersuchung des Spiralen-Skandals. Im Juni 2023 kündigten die Regierungen von Dänemark und Grönland eine unabhängige Untersuchung an, die sich mit der systematischen Verabreichung von Spiralen an grönländische Frauen und Mädchen zwischen den 1960er- und 1990er-Jahren befassen soll.
Lyberths Engagement hat zur öffentlichen und politischen Anerkennung eines bisher wenig bekannten Kapitels der dänisch-grönländischen Geschichte beigetragen. Ihr Wirken steht im Kontext einer breiteren Debatte über Kolonialismus und reproduktive Rechte indigener Bevölkerungsgruppen.